# Помер
Помер је насељено место у општини Медулин у јужној Истри, око 8 km југоисточно од Пуле, на путу Медулин-Бањоле.

## Историја
Насеље је постојало још у римско доба. Некада је било чувено узгајалиште риба и шкољки а и данас има бројне рибље ресторане.

## Становништво
На попису становништва 2011. године, Помер је имао 462 становника.

## Попис1991.
На попису становништва 1991. године, насељено место Помер је имало 241 становника, следећег националног састава:
| Попис 1991.‍  | Попис 1991.‍  | Попис 1991.‍ | Попис 1991.‍ | Попис 1991.‍ |
| ------------ | ------------ | ----------- | ----------- | ----------- |
|              |              |             |             |             |
| Хрвати       | Хрвати       |             | 166         | 68,87%      |
| Југословени  | Југословени  |             | 10          | 4,14%       |
| Срби         | Срби         |             | 10          | 4,14%       |
| Словенци     | Словенци     |             | 7           | 2,90%       |
| Црногорци    | Црногорци    |             | 2           | 0,82%       |
| Италијани    | Италијани    |             | 1           | 0,41%       |
| Словаци      | Словаци      |             | 1           | 0,41%       |
| неопредељени | неопредељени |             | 11          | 4,56%       |
| регион. опр. | регион. опр. |             | 30          | 12,44%      |
| непознато    | непознато    |             | 3           | 1,24%       |
| укупно: 241  |              |             |             |             |